# Lo sbirro, il boss e la bionda
Lo sbirro, il boss e la bionda (Mad Dog and Glory) è un film del 1993 diretto da John McNaughton.
Fu presentato fuori concorso al 46º Festival di Cannes.

## Trama
Wayne Dobie è un docile fotografo della polizia. Presente durante una rapina salva la vita ad un padrino del crimine, Frank Milo. Come gesto di riconoscenza Milo offre la sua amicizia e diversi servigi a Wayne, compresa Gloria, cameriera tuttofare nel bar di Milo per il quale lavora per ripagare alcuni vecchi debiti del fratello. La missione di Gloria è quella di passare una settimana piacevole con Wayne del quale deve avere ogni cura. Wayne, inizialmente scettico, accetta, ma le cose si complicano poiché i due si innamorano. Wayne decide allora di riscattare il debito che Gloria ha verso Frank per poterla avere tutta per lui.